# Brian Borrows
Brian Borrows (* 20. Dezember 1960 in Liverpool) ist ein ehemaliger englischer Fußballspieler. Als rechter Außenverteidiger war er vor allem für seine Zeit zwischen 1985 und 1997 beim Erst- und Zweitligisten Coventry City bekannt. Mit 477 Pflichtspieleinsätzen ist er in der vereinsinternen Rekordliste auf dem vierten Rang.

## Sportlicher Werdegang

### Die ersten Jahre
Im Alter von 13 Jahren schloss sich Borrows dem FC Everton in Liverpool an und dort schien bereits drei Jahre später die Karriere schon beendet zu sein, da er für zu klein befunden und ihm kein Ausbildungsvertrag angeboten wurde – das Schicksal teilte er mit seinem Klassenkamerad Steve McMahon. Stattdessen wurden die beiden auf Amateurbasis beschäftigt und mussten sich parallel Unterstützungsleistungen beschaffen. Mit Durchhaltevermögen und Einsatzwillen in den Reservemannschaften erkämpfte sich Borrows den ersehnten Profivertrag und kam dann in der Saison 1981/82 gegen Stoke City (0:0) zu seinem Erstligadebüt. Der Durchbruch blieb ihm allerdings in der Folgezeit bei den „Toffees“ verwehrt und so gab ihn Everton Ende März 1983 nach insgesamt 29 Pflichtspielen an die Bolton Wanderers ab. Die Ablösesumme betrug gerade einmal 10.000 Pfund und Bolton befand sich im Kampf um den Klassenerhalt in der Seccond Division. Den Abstieg konnte Borrows nicht verhindern, aber in den folgenden beiden Drittligajahren wurde er mit 86 von 92 Einsätzen zum Dauerbrenner auf der rechten Abwehrseite und empfahl sich damit für höhere Aufgaben, die er aber bei dem Drittliga-Mittelfeldteam aus Bolton nicht angehen konnte. So wechselte er im März 1985 zurück in die höchste englische Spielklasse zu Coventry City.

### Coventry City
Abgesehen von seltenen Verletzungen war Borrows im kommenden Jahrzehnt Stammspieler von Coventry City auf der rechten Abwehrseite. Es war eine der erfolgreichen Phasen in der Vereinsgeschichte und in der Mannschaft mit Publikumslieblingen wie Terry Gibson, Dave Bennett, Cyrille Regis und David Speedie war Borrows ein eher stiller Vertreter, dessen Stärken in einem guten räumlichen Verständnis und der technisch versierten Ballführung lagen. Nicht wenige Experten hätten ihm eine Karriere in der englischen Nationalmannschaft zugetraut, hätte er für einen renommierteren Klub als Coventry City gespielt. Er zeichnete sich dazu durch Schnelligkeit und platzierte Flanken aus, von denen die erwähnten Speedie und Regis sowie Keith Houchen profitierten. Größter Erfolg war der Einzug ins 1987er Endspiel des FA Cups und Borrows Anteil war vor allem bei den hart erkämpften Auswärtssiegen im Achtel- und Viertelfinale gegen Stoke City (1:0) und Sheffield Wednesday (3:1) ein wichtiger Faktor. Im Endspiel besiegte Coventry Tottenham Hotspur mit 3:2 nach Verlängerung und errang damit die erste bedeutende Trophäe in der Klubgeschichte. Unglückerweise musste Borrows passen, nachdem er eine Woche zuvor sein Knie verdreht hatte. In Anerkennung seiner Leistungen wurde während des Finals sein Name mehrfach von den Fans skandiert. Kurze Zeit später wurde er im englischen Supercup zumindest für Micky Gynn eingewechselt. Die Partie ging jedoch mit 0:1 gegen den FC Everton verloren.
Seine seltenen Tore erzielte er für Coventry zumeist über Frei- und Strafstöße und wurde gleichsam von Mitspielern und Anhängern geschätzt. Die gut abgestimmte Abwerformation mit Trevor Peake, Brian Kilcline und Torhüter Steve Ogrizovic legte den Grundstein für das von George Curtis und später von John Sillett trainierte aufstrebende Team, nachdem der Klub in den Jahren zuvor sportliche Dürrephasen durchgestanden hatte. Nach dem Sprung in die 1990er-Jahre und einem Länderspiel in der englischen B-Auswahl gegen die Tschechoslowakei (2:0) am 24. April 1990 blieb Borrows auch in der 1992 eingeführten Premier League Stammspieler in Coventry. Bis zum Ende der Saison 1996/97 bestritt er 477 Pflichtspiele für den Verein und schoss 13 Tore. Damit ist er in Coventrys Historie hinter Ogrizovic, Curtis und Mick Coop der Spieler mit den viertmeisten Einsätzen. Unterbrochen wurde seine Serie nur durch eine Leihe im Verlauf der Saison 1993/94 beim Zweitligisten Bristol City, für den Borrows sechs Ligapartien bestritt.

### Karriereausklang und Trainerarbeiten
Zu Beginn der Spielzeit 1997/98 wurde er mit Swindon Town an einen weiteren Zweitligisten ausgeliehen und schloss sich im November 1997 dem neuen Klub „fest“ an. Insgesamt absolvierte er 83 Pflichtspiele bis zum Sommer 1999 und beendete im Alter von 38 Jahren seine Karriere. Nach dem Ende der aktiven Laufbahn begann Borrows als Trainer zu arbeiten. Hervorzuheben ist seine stetige Arbeit als Betreuer für die Spielergewerkschaft PFA in den Midlands. Zu seinen weiteren Aufgabenbereichen zählten die Jugendakademien von Coventry City und Derby County. Ende Dezember 2014 wurde er Assistent bei Nuneaton Town. Zwischen dem Jahr 2022 und Februar 2024 arbeitete er als Co-Trainer des FC Barwell, bevor er sich in gleicher Funktion Coalville Town anschloss.

## Titel/Auszeichnungen
- Englischer Pokal (1): 1986/87 (ohne Finaleinsatz)